# Драгутин Димитриєвич
Драгутин Димитриєвич (серб. Драгутин Димитријевић, відомий як Апіс; 5 (17) серпня 1876 — 11, 24 або 27 червня 1917) — начальник розвідувального відділу Генерального штабу Сербії, співзасновник і лідер таємного товариства «Чорна рука».

## Біографія
Народився у Белграді 1876 року в сім'ї арумунів. Рано втратив батька. Закінчив школу в Ниші, де працювала його старша сестра Елена і вступив до гімназії в Белграді, де він був блискучим учнем. Тут Драгутин й отримав своє прізвисько Апіс (грецькою «апіс» означає бджола, а єгипетською «бик») за свій високий зріст, велику статуру і буйний характер. Пізніше навчався у нижчій школі Белградської військової академії. Після закінчення академії 1896 року служив у 7-му піхотному полку в Белграді, де отримав чин підпоручника. У вересні 1898 року прийнятий до вищої школи Військової академії і за дуже гарну успішність відразу після її закінчення був прийнятий до Генерального штабу. У серпні 1899 року отримав чин поручника.
Димитриєвич активно експлуатував ідею політичного об'єднання південних слов'ян. Крім того, вирішив отримати вигоду з давньої ворожнечі сербських династій Обреновичів і Карагеоргійовичів. У зв'язку з цим 1901 року взяв участь в організації невдалого замаху на сербського короля Олександра I Обреновича, дуже непопулярного у народі. Друга спроба замаху на короля і королеву Драгу завершилася успіхом: 1903 року монарше подружжя вбила група молодших офіцерів, до якої входив і капітан Димитриєвич. Разом з подружжям також вбили прем'єр-міністра Димитрия Цинцар-Маркович і міністра оборони Мілована Павловича. Російський журналіст В. Теплов повідомляв:
|  | Серби покрили себе не тільки ганьбою царевбивства (що вже само по собі не допускає двох думок!), а й своїм воістину звірячим чином дій стосовно трупів убитого ними королівського подружжя. Після того як Олександр і Драга впали, вбивці продовжували стріляти в них і рубати трупи шаблями: вони вразили короля шістьма пострілами з револьвера і 40 ударами шаблі, а королеву 63 ударами шаблі та двома револьверними кулями. Королева майже вся була порубана, груди відрізані, живіт розкритий, щоки, руки теж порізані, особливо великі розрізи між пальцями,— мабуть, королева схопилася руками за шаблю, коли її вбивали, що, схоже, спростовує думку лікарів, що її вбили відразу. Крім того, тіло її було вкрите численними синцями від ударів каблуками офіцерів, що тупотіли. Про інші наруги над трупом Драги… я волію не говорити, настільки вони жахливі й огидні. Коли вбивці натішилися вдосталь над беззахисними трупами, вони викинули їх через вікно до палацового саду, причому труп Драги був оголений. ... |

Тіла короля та королеви ще кілька днів пролежали під вікнами палацу. Зрештою Олександра Обреновича поховали не в Сербії, а в угорських (на той момент) межах: у соборі монастиря Крушедол-на-Фрушка-Горі (Воєводина). На зміну династії Обреновича повернулися Карагеоргієвичі — в особі короля Петра I.
Під час другого замаху Апіс отримав важкі поранення, і три кулі так і залишилися в його тілі. Прихильники нової монархії були вдячні Димитриєвичу за своє зведення на престол, але він через низку причин відмовився від офіційних посад. Однак, як казали один із його друзів, «… ніхто ніде його не бачив, але всі знали, що він робить все…». Незабаром Димитриєвича запросили до Військової академії як професора тактики. 1905 року став офіцером Генерального штабу і відряджений для продовження освіти в Берлін. У Німеччині, а потім у Росії, вивчав нові способи ведення війни. Після повернення до Сербії продовжив службу в Генштабі (вересень 1906 — березень 1907). Потім, доєднавшись до сербської четницької акції, попрямував до Македонії, брав участь у бойових діях проти ВМОР, але незабаром повернувся до Сербії і став помічником начальника штабу Дринської дивізії (1908). Під час Балканських воєн (1912—1913) військові знання Димитриєвича допомогли сербській армії здобути низку важливих перемог над противниками.
Димитриєвич був одним з засновників 1903 року таємного терористичного товариства «Об'єднання чи смерть» (серб. Уједињење или смрт), більш знаного як «Чорна рука» (серб. Црна рука). Завдяки його власним здібностям і зменшення складу Виконавчого комітету Димитриєвич став видатним керівником організації.
1911 року направив до Відня людину, щоб спробувати вбити австрійського імператора Франца Йосифа I. У січні 1914 року молодого боснійського мусульманина Мехмедбашича було послано для вбивства боснійського губернатора генерала Потіорека. Обидві спроби виявилися невдалими.
Навесні 1914 року Димитриєвич вирішив, що ерцгерцог Франц Фердинанд, спадкоємець австрійського престолу, повинен померти. Причиною такого вибору, очевидно, були наміри ерцгерцога реформувати Австро-Угорську імперію у бік розширення прав слов'ян, що проживали в ній, що представляло певну загрозу для панславізму і югославізму. Після оголошення запланованого візиту Франца Фердинанда до Сараєва наприкінці червня, було складено і план його вбивства. Головний помічник Димитриєвича, майор Воїслав Танкосич, запросив на роль виконавців замаху трьох боснійських сербів-юнаків. Гаврило Принцип, Неделько Чабринович і Трифко Грабеж були відправлені до Сараєва. Прем'єр Нікола Пашич, який дізнався про підготовку вбивства, спробував затримати юних терористів, — але люди Димитриєвич допомогли їм перейти кордон з Боснією. 28 червня 1914 року, у національне свято сербів Відовдан, після низки невдач, Франц Фердинанд та його дружина були застрелені Принципом. Вбивство ерцгерцога стало формальним приводом для початку Першої світової війни.
Історик Ю. О. Писарєв, який досліджував це питання, зробив висновок не тільки «про незацікавленість сербського уряду у військовому конфлікті з Австро-Угорщиною, але й про неучасть керівництва „Чорної руки“ у сараєвській змові». Посилаючись на щоденник Ч. Поповича, який входив у верховну управу «Чорної руки», Писарєв зазначав, що Димитриєвич, дізнавшись від Воїслава Танкосича, що кілька людей хочуть вирушити до Боснії і вбити ерцгерцога, сказав: «Та пусти їх!», — не вірячи, по-перше, що замах вдасться, і, по-друге, не подумавши, що це може стати приводом для війни.

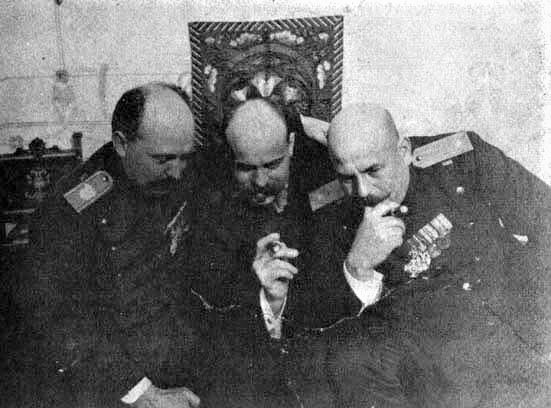
Драгутин Димитриєвич (праворуч)

З початком війни став начальником розвідувальної служби Сербії, потім начальником штабу Ужицької (пізніше Тимочської) дивізії, потім помічником начальника штабу III армії.
Однак у жовтні 1916 року усунутий з посади начальника розвідслужби. У березні 1917 року заарештований під час репресій королівської влади проти членів «Чорної руки», що вийшла з покори. Основною причиною вважається те, що прем'єр-міністр Нікола Пашич та принц-регент Олександр боялися стати черговими жертвами республікансько-налаштованих сербських радикалів. Королівський режим у Сербії вважав ідею республіканської Югославії — федерації всіх південнослов'янських народів — загрозою для націоналістичного проєкту Великої Сербії. Після військового трибуналу 23 березня 1917 року Димитриєвича та трьох його прихильників засудили до страти за звинуваченням у державній зраді. Полковника Димитриєвича розстріляли вранці 24 червня 1917 року (за іншими даними — 11 або 27 липня) у передмісті Салоніків, разом з артилерійським майором Любомиром Вуловичем і Раде Малобабичем.

## Посмертна реабілітація
Після Другої світової війни 1953 року суд комуністичної Югославії на повторному судовому процесі в Белграді повністю реабілітував усіх засуджених на Салонікському процесі як терористів.